# Wesley Whitehouse
Wesley Whitehouse (* 13. März 1979 in Durban, Südafrika) ist ein ehemaliger südafrikanisch-neuseeländischer Tennisspieler.

## Karriere
In seiner Zeit als Jugend-Spieler, wurde Whitehouse als große Hoffnung des südafrikanischen Tennis gehandelt, nachdem er 1997 den Einzel-Titel in Wimbledon gewann und außerdem das Finale der French Open und der US Open erreichte.
Whitehouse spielt hauptsächlich auf der Future Tour und der ATP Challenger Tour. Auf ersterer gewann er bislang acht Titel im Einzel und 13 Titel im Doppel. Außerdem gewann er sechs Titel auf der Challenger Tour im Doppel, auf das er sich auch spezialisiert hat.
1998 hatte Whitehouse sein Debüt auf der ATP World Tour beim ATP Chennai im Einzel und Doppel. Ein Jahr später kam er im Doppel bei den Wimbledon Championships zu seinem einzigen Auftritt bei einem Grand-Slam-Turnier, wo er bis ins Achtelfinale vorstieß. Nach einigen Verletzungen, die ihn immer wieder zurückwarfen, rieten Ärzte ihm 2007, mit dem Tennisspielen aufzuhören.
Seitdem spielte Whitehouse nur noch vereinzelt bei Turnieren in seiner Heimat in Südafrika, Neuseeland und den Vereinigten Staaten. Zuletzt 2015 und 2016 in Auckland, wo er jeweils mit seinem Partner Finn Tearney in der ersten Runde ausschied. Hauptsächlich arbeitet er als Trainer beim West Harbour Tennis Club in Auckland.

## Erfolge
| Legende (Anzahl der Siege)                       |
| Grand Slam                                       |
| Tennis Masters Cup ATP World Tour Finals         |
| ATP Masters Series ATP World Tour Masters 1000   |
| ATP International Series Gold ATP World Tour 500 |
| ATP International Series ATP World Tour 250      |
| ATP Challenger Tour (6)                          |

### Doppel

#### Turniersiege
| Nr. | Datum            | Turnier     | Belag     | Partner            | Finalgegner                    | Ergebnis      |
| --- | ---------------- | ----------- | --------- | ------------------ | ------------------------------ | ------------- |
| 1.  | 19. April 1998   | Vadodara    | Rasen     | Myles Wakefield    | Maks Mirny Peter Tramacchi     | 7:6, 7:6      |
| 2.  | 16. August 1998  | Binghamton  | Hartplatz | Myles Wakefield    | Petr Luxa Bernardo Martínez    | 7:5, 2:6, 7:5 |
| 3.  | 3s. Oktober 1999 | Austin      | Hartplatz | Marcos Ondruska    | Paul Goldstein Adam Peterson   | 7:5, 4:6, 6:2 |
| 4.  | 20. August 2000  | Bronx       | Hartplatz | Petr Luxa          | Lee Hyung-taik Yoon Yong-il    | 3:6, 6:3, 6:2 |
| 5.  | 1. Oktober 2000  | San Antonio | Hartplatz | Gareth Williams    | Bob Bryan Mike Bryan           | 6:3, 6:4      |
| 6.  | 7. April 2007    | Tallahassee | Hartplatz | Izak van der Merwe | John Paul Fruttero Mirko Pehar | 6:3, 6:4      |